# William Oddoux
William Oddoux, lyonnais, est un pilote de rallye français.

## Biographie
Il commence la compétition en 1975 sur Opel Kadett GT/E, et cesse définitivement de concourir en 1999; il termine troisième du championnat de France des rallyes deuxième division en 1988.
Il est gérant de société spécialisée dans la préparation de voitures de compétition de 2001 à 2010, et s'occupe désormais de la gestion du Challenge BF System, lié à la Coupe de France des rallyes.

## Victoires
- Rallye Lyon-Charbonnières: 1988, avec Didier Kollefrath sur Ford Sierra RS Cosworth Gr N 2 roues motrices;
- Rallye des Vins-Mâcon: 1988, avec Kollefrath sur Ford Sierra RS Cosworth;
- Rallye des Monts Dôme: 1988, avec Kollefrath sur Ford Sierra RS Cosworth;
- Rallye Côteau Varois: 1988, avec Kollefrath sur Ford Sierra RS Cosworth;
- Rallye des Vins-Mâcon: 1992, avec Alain Aujogue sur Ford Sierra Cosworth 4x4;
- Rallye Rhône-Charbonnières: 1993, avec Alain Aujogue sur Ford Sierra Cosworth 4x4;
- Rallye de la Châtaigne: 1993, avec Alain Aujogue sur Ford Sierra Cosworth 4x4;
- Rallye de Montbrison: 1993, avec Alain Aujogue sur Ford Sierra Cosworth 4x4.

## Podiums notables
- 2e du Rallye Ain Jura: 1980 avec Anne Drouilleau sur Opel I. 2000, et 1992 avec Alain Aujogue sur Ford Sierra 4x4.